# ZTE Geek
De ZTE Geek is een phablet van de Chinese fabrikant ZTE. De telefoon werd aangekondigd op het IDF 2013 in Peking. Het toestel wordt geleverd met Android-versie 4.2.2, ook wel "Jelly Bean" genoemd. De phablet wordt geleverd in de kleuren zwart en wit.

## Scherm
De Geek heeft een schermdiagonaal van 5 inch en behoort daarmee tot de phablets. Het grote scherm heeft een resolutie van 1280 x 720 pixels. Hiermee bevat het scherm zo'n 294 pixels per inch. Het scherm is gemaakt van Corning Gorilla Glass. Hierdoor zou het scherm veel steviger moeten zijn. 

## Processor en geheugen
De Geek draait, in tegenstelling tot veel andere smartphones, op een mobiele processor van Intel. De processor is van het type Clover Trail, de nieuwste versie van de Atom-reeks die ook te vinden is in de Lenovo K900. De processor is geklokt op 2 GHz en heeft een werkgeheugen van 1 GB. Het opslaggeheugen bedraagt 8 GB, wat tot 32 GB uit te breiden is middels een microSD-kaart.